# Winner Takes All (film fra 1918)
Winner Takes All er en amerikansk stumfilm fra 1918 af Elmer Clifton.

## Medvirkende
- Monroe Salisbury - Alan MacDonald
- Alfred Allen - Saul Chadron
- Betty Schade - Nola Chadron
- Helen Jerome Eddy - Frances Landcrafe
- Sam De Grasse - Mark Thorne
- Jack Nelson - Banjo Gibson